# Scoparia dicteella
Scoparia dicteella is een vlinder uit de familie grasmotten (Crambidae). De wetenschappelijke naam is voor het eerst geldig gepubliceerd in 1916 door Rebel.
De soort komt voor in Europa.